# Patricia Laffan
Patricia Alice Laffan (Londres, 19 de marzo de 1919-Chelsea, 10 de marzo de 2014) fue una actriz inglesa de teatro, cine, televisión y radio, y tras su retirada de la actuación, fue una empresaria de moda internacional. 
Medía 1,67 m, tenía el cabello castaño rojizo oscuro y ojos verdes. Es conocida por sus papeles cinematográficos como la emperatriz Popea en Quo Vadis? (1951) y la alienígena Nyah en Devil Girl from Mars.

## Filmografía
- One Good Turn (1936)
- Cross Beams (1940)[1]
- The Dark Tower (1943) como la enfermera (no acreditada)
- The Rake's Progress (1945) como Miss Fernandez
- Old Mother Riley at Home (1945)
- Caravan (1946) como Betty (no acreditada)
- I See a Dark Stranger (1946) (no acreditada)
- Death in High Heels (1947) como Magda Doon
- Who Killed Van Loon? (1948) como Peggy Osborn
- Hangman's Wharf (1950)  como Rosa Warren
- Quo Vadis? (1951) como Poppaea Sabina
- Escape Route (1952) como Irma Brooks
- Rough Shoot (1953) como Magda
- Don't Blame the Stork (1954) como Lilian Angel
- Devil Girl from Mars (1954) como Nyah
- 23 Paces to Baker Street (1956) como Miss Alice MacDonald
- Hidden Homicide (1959) como Jean Gilson
- Crooks in Cloisters (1964) como Lady Florence